# Two Cars in Every Garage and Three Eyes on Every Fish
Two Cars in Every Garage and Three Eyes on Every Fish é o quarto episódio da segunda temporada de The Simpsons. O episódio foi transmitido em 1 de novembro de 1990. Em uma entrevista no programa Inside the Actor's Studio, Harry Shearer disse que este era seu episódio preferido. Foi também o primeiro produzido para a segunda temporada, mas acabou sendo substituido por "Bart Gets an F", devido a popularidade de Bart naquela época.

## Enredo
Bart e Lisa vão pescar perto da Usina Nuclear de Springfield e o jornalista Dave Shutton, do jornal local Springfield Shopper, aparece na hora em que Bart pesca um peixe de três olhos, apelidado pela mídia de Blinky. Devido à dimensão do caso, o governador estadual, Mary Bailey, resolve investigar a usina. Após a inspeção, Sr. Burns é multado em 56 milhões de dólares devido à violação de 342 normas de segurança. Então ele conversa com Homer, que meio inseguro, sugere que Sr. Burns se candidate a Governador para que possa ele mesmo mudar os padrões exigidos e evitar que a usina seja encerrada. Sr. Burns gosta da ideia, já que não terá que pagar para pôr a fábrica nos eixos.
Porém, os conselheiros políticos do Sr. Burns dizem que ele é bastante depreciado pela população de Springfield e convencem-no a parecer simpático e inclusive sorrir. Burns faz um comercial para a televisão, no qual discute com um ator, se fazendo passar por Charles Darwin, que diz que Blinky é mais um degrau que faz parte da evolução. Juntamente com promessas de baixar os impostos e de uma campanha contra Mary Bailey, Burns empata com Bailey nas votações. Na véspera da eleição, Smithers e os outros conselheiros sugerem que Burns jante em casa de uma família de classe média para mostrar que ele é um “homem do povo”. Burns procura entre seus empregados, tentando encontrar o homem mais comum possível, e Homer é escolhido.
O jantar do Sr. Burns a casa dos Simpsons divide opiniões. Enquanto Homer o apoia, Marge e Lisa opõem-se a ele. (Não se sabe se Bart o apoia ou se se opõe ao Sr. Burns, nem se ele sequer se preocupa acerca das eleições, apesar de, em um determinado momento, ele estar usando uma camisa dizendo “Vote em Burns”. No entanto, o mais provável é ter sido forçado por Homer a fazê-lo). Antes do jantar, os conselheiros do Sr. Burns preparam a família para o evento, dando-lhes questões preparadas que deviam ser feitas a Burns durante a conversa. Lisa fica desiludida com a situação mas Marge diz-lhe para ela não se preocupar. Para surpresa de todos, Marge serve Blinky, o peixe de três olhos que Bart pescou, para jantar. Sr. Burns tenta agir como se aquilo não o incomodasse, no entanto não consegue deixar de cuspir o peixe. Os repórteres tiram fotografias ao naco de peixe, enquanto este sai da boca do Sr. Burns e voa pela sala de jantar. Bailey ganha as eleições e os Simpsons voltam a ficar juntos. É desconhecido se Burns pagou a multa, mas no fim, ele jurou que os sonhos de Homer ficariam por realizar. Enquanto Homer fica desapontado pelo tratamento recebido do Sr. Burns, Marge anima-o dizendo que seus sonhos de ser marido e pai já foram realizados, e que seus outros sonhos de sobremesas e dormir até tarde aos domingos nunca serão destruídos por nenhum homem como Burns.

## Recepção
O episódio venceu o prêmio Environmental Media Award, na categoria de "Melhor Episódio de Comédia Televisiva".

### Audiência
Em sua exibição original, recebeu 15.8 pontos de audiência, o equivalente a 14.7 milhões de agregados familiares. Foi derrotado em seu confronto com "The Cosby Show", que recebeu 20.2 pontos de audiência.